# Jakob Geßner (Radsportler)
Jakob Geßner (* 1. Februar 2000 in Erfurt) ist ein ehemaliger deutscher Radrennfahrer.

## Werdegang
Geßner schloss sich in der Saison 2019 dem UCI Continental Team Heizomat rad-net an, für das er bei der Drei-Länder-Meisterschaft 2021 den dritten Platz belegte und damit auch die Bronzemedaille im Straßenrennen der deutschen U23-Meisterschaft gewann. Nach Ablauf dieser Saison wechselte er zum Team Lotto–Kern Haus und gewann die Bergwertung der Deutschland Tour 2022.
In der Saison 2023 sicherte er sich mit Platz drei und fünf in den beiden letzten Saisonrennen den Gewinn der Rad-Bundesliga 2023. Da er jedoch anschließend keinen Profivertrag erhielt, beende er nach Saisonende seine Radsportlaufbahn und begann eine Ausbildung zum Rettungssanitäter.

## Erfolge
2022
- Bergwertung Deutschland Tour

2023
- Gesamtwertung Rad-Bundesliga